# Alxa Youqi
Alxa Youqi (prawa chorągiew Alxa; chiń. 阿拉善右旗; pinyin: Ālāshàn Yòu Qí) – chorągiew w północnych Chinach, w regionie autonomicznym Mongolia Wewnętrzna, w związku Alxa. W 1999 roku liczyła 23 870 mieszkańców.